# Diardia diardi
Diardia diardi är en insektsart som först beskrevs av Haan 1842.  Diardia diardi ingår i släktet Diardia och familjen Diapheromeridae. Inga underarter finns listade i Catalogue of Life.